# خديجة بنت محمد السادس
الأميرة خديجة بنت محمد السادس بن الحسن الثاني (10 صفر 1428 هـ الموافق 28 فبراير 2007م) ثاني أبناء للملك محمد السادس من زوجته السابقة سلمى بناني. وُلِدت في الرباط ، شقيقها الأكبر هو مولاي الحسن ولي عهد المغرب. أصدر والدها مرسومًا بالعفو الملكي عن آلاف المساجين احتفالا بمولدها. زارت خديجة تونس مع والدتها في يونيو عام 2009م. منذ عام 2011، هي تلميذة في المدرسة المولوية.